# Kladivounovití
Kladivounovití (Sphyrnidae) jsou jednou z čeledí žraloků z řádu žralounů (Carcharhiniformes). Stejně jako pro ostatní zástupce tohoto řádu jsou pro ně charakteristické dvě hřbetní ploutve, řitní ploutev, pět žaber a oční ochranná blána. Tato čeleď je navíc specifická tvarem hlavy ve tvaru kladiva s očima po stranách. Do této čeledi se řadí 9 druhů žraloků ve dvou rodech.

## Charakteristika čeledi

### Popis
Čeleď kladivounovití je velmi dobře rozlišitelná mezi ostatními žraloky. Je pro ně typická zploštělá, do stran protažená hlava připomínající palici, lopatu, křídlo či kladivo (záleží na druhu), na jejíž koncích jsou umístěny oči. Ústní otvor má výrazně parabolický tvar. První hřbetní ploutev všech druhů čeledi je v poměru k tělu středně až velmi vysoká, přičemž u druhu kladivoun velký dosahuje často značných rozměrů. Ocasní ploutev je také poměrně velká, zvláště její horní část. Prsní ploutve jsou naopak relativně menší. Kladivouni mají pět kratších symetrických žaberních rýh. Barva osciluje od bílé na spodku trupu po šedou a hnědou na bocích a vrchní části.
Velikost dospělých jedinců bývá od cca 60 cm (kladivoun oblohlavý) po více než 6 metrů (kladivoun velký).

### Hlava
Důvody, proč mají kladivouni tak nezvyklý tvar hlavy, se dlouho zkoumaly. Zdá se, že jich existuje několik a každý přináší určitou adaptační výhodu. Za prvé to je proto, že tento tvar hlavy výrazně zlepšuje vztlak kladivounů a tím jim ulehčuje plavání. Za druhé jim umožňuje lepší manévrování při horizontálních obratech. Za třetí jim vylepšuje celoplošné panoramatické vidění, neboť oči jsou umístěny daleko od sebe na koncích hlavy. Za čtvrté široká hlava pojme větší množství Lorenziniho ampulí, tudíž jim umožňuje ještě lépe detekovat slabé elektrické pole vytvářené jejich kořistí. Za páté jim takto tvarovaná hlava pomáhá udržet při dně jejich oblíbenou kořist, což jsou rejnoci a trnuchy až do doby, než jí „zpracují“ čelisti.

### Biologie

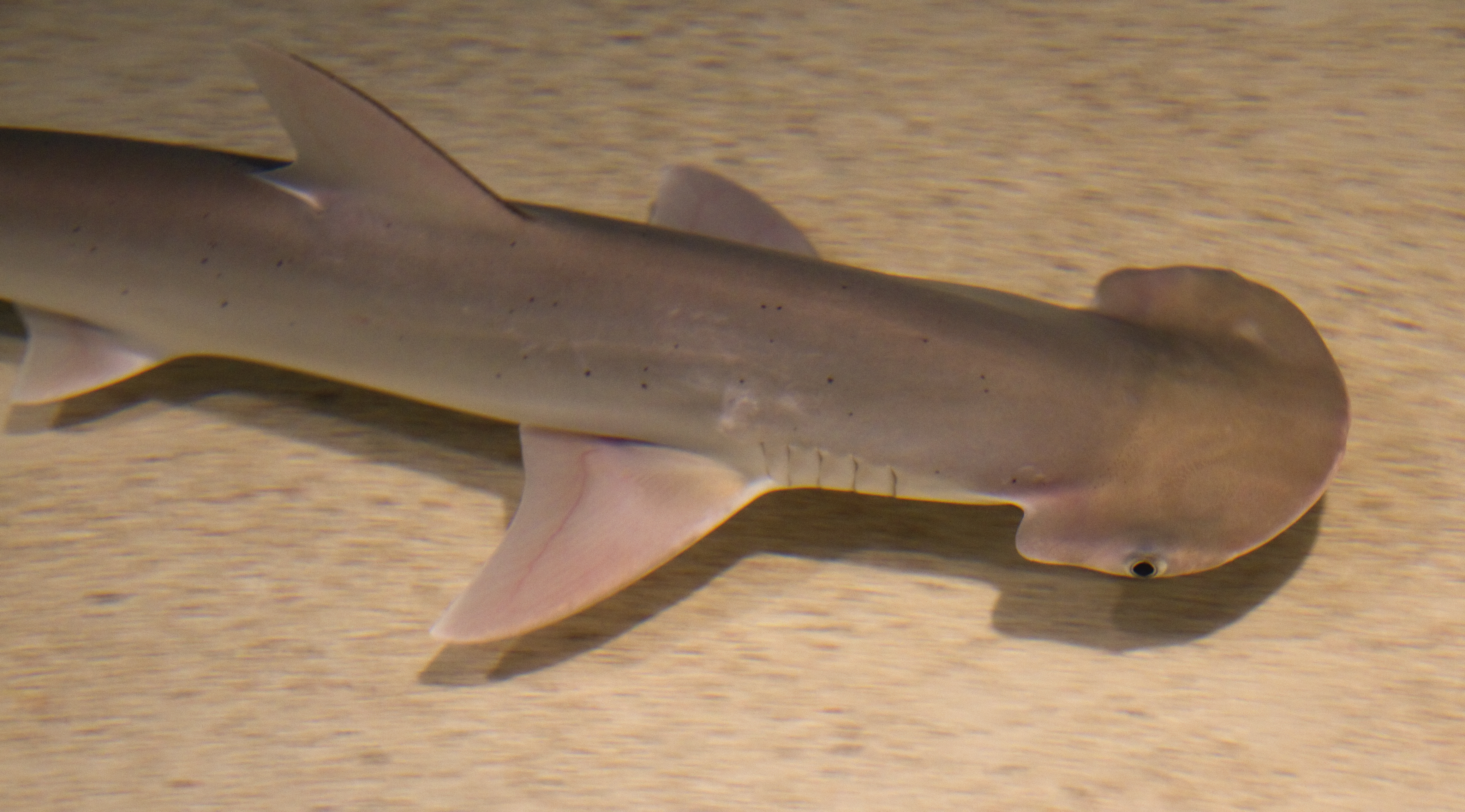
Hlava kladivouna tiburo připomíná svým tvarem lopatu či rýč.

Kladivouni preferují teplá či alespoň vlažná moře a oceány. Jsou to aktivní plavci, kteří se však jen výjimečně vyskytují na otevřeném oceánu daleko od pobřeží. Někteří kladivouni se shlukují do velkých hejn, jejichž účel nebyl doposud uspokojivě vysvětlen. Jejich kořist je poměrně různorodá - od různých bezobratlých (korýši, hlavonožci), přes ryby, až po jiné žraloky a rejnoky. Všichni zástupci čeledi jsou živorodí. Větší druhy mohou být pro člověka potenciálně nebezpeční, ale žádný smrtelný útok nebyl doposud oficiálně zaznamenán a ověřen.

## Rozdělení
- rod Eusphyra (Gill, 1862)
  - Eusphyra blochii (kladivoun křídlohlavý) (Cuvier, 1816)

- rod Sphyrna (Rafinesque, 1810)
  - Sphyrna corona (kladivoun oblohlavý) (Springer, 1940)
  - Sphyrna couardi (kladivoun běloploutvý) (Cadenat, 1951)
  - Sphyrna lewini (kladivoun bronzový) (Griffith & Smith, 1834)
  - Sphyrna media (kladivoun prostřední) (Springer, 1940)
  - Sphyrna mokarran (kladivoun velký neboli kladivoun veliký) (Rüppell, 1837)
  - Sphyrna tiburo (kladivoun tiburo) (Linnaeeus, 1758)
  - Sphyrna tudes (kladivoun malooký) (Valenciennes, 1822)
  - Sphyrna zygaena (kladivoun obecný neboli žralok kladivoun) (Linnaeus, 1758)